# Егоркина, Тамара Николаевна
Тамара Николаевна Егоркина (род. 1939) — первая женщина-лётчица, абсолютная чемпионка мира по вертолетному спорту (Англия, 1973).

## Биография
Окончила ЦОЛТШ ДОСААФ в Саранске в 1960 году и Киевский ИИГА в 1971 году.
Летала на планерах, самолётах, вертолетах. Освоила 17 типов летательных аппаратов. Общий налёт — 5800 часов.
Замужем, две дочери. Живёт в Москве.

## Достижения
- Лётчик 1 класса.
- Мастер спорта международного класса
- Заслуженный тренер России
- Судья международной категории (с 1978 г. по настоящее время)
- Главный судья по вертолетному спорту РСФСР, СССР, России (1976—2003)
- Член жюри соревнований по вертолетному спорту (2009-2010-2011)
- Неоднократная победительница и призёр международных и всесоюзных соревнований. Участница воздушных авиапраздников.
- Лётчик-инструктор 1 класса. Выпустила 136 курсантов.
- За подготовку команд и чемпионов СССР и России награждена несколькими золотыми медалями.
- С 1965 г. — судья соревнований различных уровней.
- В 1994—2013 годах — вице-президент Федерации вертолетного спорта России.

## Награды
Награждена Правительственными Наградами: медалью «За трудовое отличие», медалями им. Покрышкина, Кожедуба, Миля, Черемухина,
Медалью к 100-летию В. И. Ленина, к 850-летию Москвы